# سورا (بیماری)
سورا (Surra) یکی از بیماری‌ها حیوانات مهره‌دار و نوعی از تریپانوسومیاز بنام  Trypanosoma evansi است. جانور بیمار دچار تب ، ضعف و کاهش وزن میشود. بیماری گاه کشنده است.